# Mobb Deep
Mobb Deep – duet raperów, w którego skład wchodzili Kejuan „Havoc” Muchita oraz Albert „Prodigy” Johnson. Obydwaj pochodzili z Queensbridge w Nowym Jorku. Grupa została założona w 1992 roku. Stali się rozpoznawalni w latach 90. XX wieku, za sprawą wydanego singla pt. „Shook Ones Pt. II”.
Współpracowali m.in. z takimi artystami jak: Nas, Method Man, Lil’ Kim, Nate Dogg, Lil Jon czy 50 Cent.

## Życiorys

### Wczesne lata
Havoc i Prodigy swoją przygodę z muzyką rozpoczęli już w roku 1986, by następnie rozpocząć edukację w „High School of Art and Design” w Nowym Jorku. Havoc przyjął rolę producenta muzycznego i jednocześnie rapera, natomiast Prodigy tylko rapera. Duet początkowo występował pod nazwą Poetical Prophets, jednak potem zmienili na Mobb Deep, gdyż ta nazwa „odzwierciedlała ich reputację na ulicy”. Gdy Havoc i Prodigy mieli po 18 lat, wydali swój debiutancki album pt. Juvenile Hell w kwietniu 1993. Kompozycja była promowana była singlem „Peer Pressure”. Album sprzedał się słabo i był ostro krytykowany. Krytycy uznali, że duet nie różni się od innych hardcore’owych grup, gdyż powielają ten sam temat. Pomimo tego, kilka piosenek na tej płycie zdobyło uznanie, między innymi: „Hit It from the Back”, „Locked in Spotford,” czy „Me and My Crew”.

### Droga do sukcesu
Dwa lata później po pierwszej płycie, w roku 1995, duet wydaje kolejny album pt. The Infamous. Deep zyskuje miano najlepszej grupy hardcore. Po premierze The Infamous, album ten stał jednym z najbardziej wpływowych Wschodniego Wybrzeża Stanów Zjednoczonych. Jeszcze większy sukces osiągnął singiel promujący tenże kompozycję – „Shook Ones Pt. II”. Trzeci album Hell on Earth, wydany w 1996 roku, debiutował na 6. miejscu notowania Billboard 200. Kompozycja charakteryzowała się mocnym, ulicznym rapem.
W 1996 roku duet pojawił się na kompilacji America Is Dying Slowly, amerykańskiej organizacji Red Hot Organization. Obok nich wystąpili tacy artyści jak: Wu-Tang Clan, Fat Joe, Coolio czy De La Soul. Dochód zebrany ze sprzedaży płyty, został przeznaczony na organizacje walczące z AIDS.
W 1998 r. Mobb Deep brał udział przy tworzeniu ścieżki dźwiękowej do filmu „Blade: Wieczny łowca”. Duet wspólnie z artystą reggae – Bounty Killerem, pracował nad utworem „Deadly Zone”. Rok później ukazał się długo oczekiwany album Murda Muzik. Pomimo tego, że do Internetu wyciekło wiele (ok. 30) niewydanych utworów i licznych opóźnień związanych z premierą płyty, kompozycja zadebiutowała na 3. miejscu notowania Billboard 200. Sprzedał się w ilości ponad 1 miliona egzemplarzy i został zatwierdzony jako platyna. Album był promowany był popularnym singlem „Quiet Storm”. Niedługo potem Prodigy wydaje swoją pierwszą solową płytę H.N.I.C., nad którą współpracował z B.G. i N.O.R.E., a od strony muzycznej z The Alchemist, Rockwilderem, czy z Just Blaze.

### Zmiany
Mobb Deep w roku 2001 wydaje swój kolejny album pt. Infamy. Singiel „Burn” z gościnnym udziałem Vita & Big Noyda był postrzegany jako odpowiedź na diss Jaya-Z w utworze „Takeover”. Zawierał on wersy skierowane w stronę Jaya. Album odszedł od ostrego, ulicznego brzmienia i zawierał utwory bardziej komercyjne takie jak np. „Hey Luv (Anything)”. Nie spodobało się to zarówno fanom, jak i krytykom, którzy nazwali tę formę jako „sprzedająca się”. Pomimo tego, że duet poszerzył swoje grono fanów, ten album źle wpłynął na obraz grupy.
W 2003 roku Havoc i Prodigy opuścili wytwórnię Loud Records, jednocześnie wydając mixtape pt. Free Agents: The Murda Mix Tape. Na tej kompozycji członkowie duetu nazywają siebie jako „wolnych strzelców”, którzy szukają nowej lepszej wytwórni. Jeszcze w tym samym roku Mobb Deep podpisało umowę z wytwórnią Jive Records. Rok później duet wydaje kolejną płytę pt. Amerikaz Nightmare. Kompozycja sprzedaje się słabo, przez co Havoc i Prodigy zrywają kontrakt z Jive.

### Od 2011 roku
4 kwietnia 2011 roku do Internetu wyciekła nowa piosenka duetu pt. „Dog Shit” w której wystąpił Nas. Był to ich pierwszy oficjalny utwór, odkąd Prodigy opuścił zakład karny i ich pierwszy z Nasem po prawie 10-letnim konflikcie. Produkcją zajęli się Havoc i The Alchemist. Przed wydaniem ósmego studyjnego albumu, 25 listopada 2011 roku ukazał się minialbum grupy pt. Black Cocaine.
W maju 2011 roku została podana informacja od Havoca, że powstanie wspólny album Nasa i Mobb Deep. Gościnnie na nowym albumie mieliby się znaleźć tacy artyści jak: Rick Ross, Lil’ Kim, Wiz Khalifa & Odd Future. W 2012 roku w wywiadzie udzielonym dla polskiego portalu popkiller.pl, Nas oświadczył, że wspólna płyta jego i zespołu Mobb Deep nie powstanie.
Ich wspólny album zatytułowany po prostu Mobb Deep, miał zostać wydany na przełomie 2012/2013 roku. Wkrótce potem członkowie grupy postanowili zawiesić wspólną współpracę. Powodem tej decyzji były spory między nimi. W styczniu 2013 r. Prodigy wyjawił, że jest chętny odnowić współpracę z Havokiem. 22 marca 2013 r. podczas wywiadu duet pogodził się i jednocześnie potwierdził rozpoczęcie nagrywanie nowego materiału na przyszły album.
1 kwietnia 2014 roku ukazał się ósmy studyjny album duetu Mobb Deep pt. The Infamous Mobb Deep. Pierwszy singel pt. „Taking You off Here” został wydany 31 stycznia 2014 r. Płyta zadebiutowała na 49. miejscu amerykańskiej listy notowań Billboard 200 ze sprzedażą 7100 egzemplarzy.

## Dyskografia
- Juvenile Hell (1993)
- The Infamous (1995)
- Hell on Earth (1996)
- Murda Muzik (1999)
- Infamy (2001)
- Amerikaz Nightmare (2004)
- Blood Money (2006)
- The Infamous Mobb Deep (2014)